# Homonationalismus
Homonationalismus ist ein von der Geschlechterforscherin Jasbir Puar geprägter Begriff, der die angebliche Instrumentalisierung von LGBT-Rechten zu nationalistischen Zwecken beschreibt.

## Begriffsgeschichte
In ihrem Buch Terrorist Assemblages: Homonationalism in Queer Times verwendete die Geschlechterforscherin Jasbir Puar 2007 den Begriff Homonationalismus zum ersten Mal. Sie beschreibt mit diesem Konzept, wie gesellschaftspolitische Kräfte sich angeblich mit Anliegen der LGBT-Community identifizieren, um die eigene Politik zu legitimieren. Dabei werde die eigene Toleranz gegenüber LGBT-Personen als Rechtfertigung gesehen, die eigene Position als höhergestellt zu sehen (sexueller Exzeptionalismus). Diese Instrumentalisierung der LGBT-Community diene dann beispielsweise zur Rechtfertigung von Rassismus und Fremdenfeindlichkeit. Im Speziellen bezog sie sich auf angebliche Vorurteile gegenüber muslimischen Migranten, die ihrer Auffassung nach teilweise als homophob dargestellt würden, während die westliche Gesellschaft als sicherer Hafen für die LGBT-Community dargestellt werde.
Puar kritisiert Homonationalismus, weil er Intoleranz fördere, indem er die LGBT-Bewegung selektiv gegen andere Gruppen ausspiele. Durch Homonationalismus würde auch die LGBT-Community insich aufgespaltet in queere Menschen, die aufgrund ihrer privilegierten Rassifizierung und Klassenzugehörigkeit vom Staat akzeptiert würden. Gleichzeitig werde dabei ihrer Meinung nach aber oft die in westlichen Gesellschaften immer noch stattfindende Diskriminierung der LGBT-Bewegung bewusst ignoriert. Teilweise werde zum Beispiel der Zugang zur gleichgeschlechtlichen Ehe benutzt, um Menschen aus jenen Ländern abzuwerten, die gleichgeschlechtliche Partnerschaften nicht anerkennen oder Homosexualität kriminalisieren. Dies seien oft Menschen aus muslimischen Ländern.
Das Konzept wurde seit Puars Einführung von verschiedenen Geschlechtsforschern, Politikwissenschaftlern und Soziologen wie Sara Ahmed, Nikita Dhawan, Heinz-Jürgen Voß oder Jack Halberstam aufgenommen.

## Bezüge zu anderen Begriffen
Puar basierte ihre Konzeptualisierung von Homonationalismus auf dem von Lisa Duggan 2002 geprägten Konzept Homonormativität. Gemäß diesem gäbe es Tendenzen in der LGBT-Bewegung, sich einer heteronormativen Gesellschaft anzupassen und sich auf den gleichen Zugang zu Institutionen wie Ehe, Monogamie und Fortpflanzung zu konzentrieren, anstatt die Gesellschaft als Ganzes zu transformieren.
Momin Rahman entwickelte den Begriff Homokolonialismus, um den imperialistischen Export spezifischer Normen, Politiken und Rechte in Bezug auf Homosexualität zur Rechtfertigung einer Ausnahme- und Vorrangstellung des Westens in der Weltpolitik zu beschreiben. Homokolonialismus vereine dabei die Begriffe Homonormativität, Homonationalismus und Homokapitalismus.
Der Politikwissenschaftler Rahul Rao beschreibt eine Verwandtschaft zwischen Homonationalismus und dem Konzept Homokapitalismus. Homokapitalismus beschreibt die Ideologie, dass Staaten für LGBT-Freundlichkeit im Kapitalismus mit Wirtschaftswachstum und Produktivität belohnt würden. Rao beschreibt Homokapitalismus als Taktik, die häufiger eingesetzt werde, weil Homonationalismus zu stark von antiimperialistischer Kritik begleitet würde.

## Anwendung

### Othering
Gemäß Jasbir Puar werden je nach Land oder Gebiet unterschiedlich LGBT-Rechte benutzt, um beispielsweise politische Einstellungen gegen Einwanderung zu rechtfertigen. Dieses Phänomen trete immer häufiger in politisch weit rechten Parteien und bei weißen Amerikanern auf. Mia Liinason beschreibt, wie LGBT-Migranten in Dänemark und Norwegen zu im Staat integrierten Subjekten werden können, wenn sie sich als schutzwürdige Opfer und als losgelöst von traditionellen Migrantenherkünften darstellen würden.
Neben muslimischen Migranten werden auch Osteuropäer und osteuropäische Staaten über Homonationalismus innerhalb europäischer Diskurse als „rückständig“ abgewertet und so die strukturellen Machtunterschiede zwischen West- und Osteuropa aufrechterhalten. Slootmaeckers analysierte etwa, wie die Europäische Union sich als „Vorreiter der Lesben-, Schwulen, Bisexuellen- und Transgender (LGBTQ)-Freundlichkeit in der Welt“ darstellt. Europäische Werte seien vor allem durch Westeuropa definiert und Osteuropa wird dabei als inhärent homophob orientalisiert.

### LGBT-Rechtsbewegung

Weltkarte zu Homosexuellenrechten ähnlich der Weltkarten von ILGA

Rahul Rao beschreibt die jährlich von dem weltweiten Dachverband der LGBT-Organisationen ILGA veröffentlichten Weltkarten zur Dokumentation vom rechtlichen Status von LGBT-Menschen in allen Staaten der Welt als homonationalistisch. Ihmzufolge sei die Bemessung von LGBT-Rechten anhand von Staaten fragwürdig, weil „[d]as lässt außen hervor, dass transnationale Akteure und Prozesse passender wären, um die zeitgenössische Produktion von Homophobie in vielen Orten zu verstehen.“ Auch alle LGBT-Menschen weltweit als homogene Gruppe unter dem Blickwinkel eurozentrischer Weltbilder anzusehen, sei problematisch.

### Entwicklungszusammenarbeit
Christine M. Klapeer führte den Begriff im Zuhammenhang mit Entwicklungszusammenarbeit aus. LGBT-inklusive Entwicklungsstrategien europäischer LGBT-Organisationen laufen Klapeer zufolge Gefahr, sich an der Aufrechterhaltung von kolonialen und orientalistischen Dichotomien eines „sexuell befreiten“ Westen gegenüber einem „sexuell rückständigen“ Süden und Osten zu beteiligen. Queere Aktivisten im Globalen Süden und Osten würden sich aus strategischen Gründen oft der homonationalistischen Sprache und den Anforderungen von Institutionen der Entwicklungszusammenarbeit anpassen, um Zugang zu Ressourcen zu erhalten. Klapeer zufolge müsse Entwicklungszusammenarbeit deshalb intersektional arbeiten.

### Situation in verschiedenen Regionen
Michael Hunklinger und Edma Ajanović nennen Beispiele für angeblichen Homonationalismus in Deutschland und Österreich. So würden sowohl die Alternative für Deutschland als auch die Freiheitliche Partei Österreichs homonationalistische Narrative um Migranten und Muslime als Bedrohung für LGBT-Menschen bedienen, gleichzeitig aber Gesetze für die Verbesserung der Situation von LGBT-Menschen ablehnen. Bei Wahlumfragen in Wien und Berlin 2015 und 2016 haben gemäß der Studie Hunklingers und Ajanović’ 7 bzw. 8 Prozent von LGBT-Wählern für die AfD oder die FPÖ gestimmt, wobei Homonationalismus oft ein ausschlaggebendes Wahlmotiv gewesen sei. Nicole Doerr bezeichnete das Abstellen eines Plakats der AfD am Rande des CSD Berlin als homonationalistisch.
Doug Meyer analysierte Homonationalismus in der Berichterstattung von US-amerikanischen LGBT-Medien zum Anschlag von Orlando am 12. Juni 2016 durch einen Anhänger des „Islamischen Staats“ auf den Club „Pulse“. Dabei sei in den meisten Medienberichten die Identität der Opfer auf ihre Zugehörigkeit zur LGBT-Community reduziert worden und die ethnische Zugehörigkeit als Latinx-Personen nachrangig behandelt worden, anstatt die beiden Identitäten der Opfer intersektional zu betrachten.
Anna Rekhviashvili analysierte 2022, dass Homonationalismus in der osteuropäischen Geschlechterforschung wenig besprochen werde, um die osteuropäische LGBT-Bewegung vor unnötiger Kritik zu schützen und auch aus dem Glauben heraus, Rassismus sei ein weniger relevantes Thema in Osteuropa als im Westen. Forscher in Osteuropa weigerten sich auch, steigende Fremdenfeindlichkeit in Zusammenhang mit steigender Queerfeindlichkeit zu setzen. Rekhviashvili kritisierte diese Weigerung, Homonationalismus in Osteuropa zu besprechen, als „unbesprochenes Weißsein“.

## Kritik
Die Politikwissenschaftlerin Nikita Dhawan stimmte Jasbir Puar in weiten Teilen zu, kritisierte aber auch, dass diese Macht und Gewaltausübung einseitig verstehe. Puar äußere mit ihrem Begriff allgemeine Staatskritik; sie verstünde diesen als Ort der Regulierung. Außerdem spreche sie den Menschen im globalen Süden deren Handlungsmacht ab. Rahul Rao beschreibt diese Glorifizierung des Globalen Südens, wonach Queerfeindlichkeit im postkolonialen Globalen Süden alleinig als koloniales Erbe zu sehen sei und die Handlungsfähigkeit postkolonialer Eliten ausgeblendet werde, als „Homoromantizismus“.
Das Konzept des Homonationalismus wurde beispielsweise auch vom Politikwissenschaftler Bruno Perreau kritisiert. Er stimmte Jasbir Puar zwar zu, dass es nationalistische Strömungen in LGBT-Gruppierungen gebe. Er führt aber an, dass Puar diejenige Menschen, die sie als „sexuell nicht-normative ethnisierte“ Menschen bezeichnet, idealisiere. Perreau erklärte zudem, dass die Dekonstruktion von Normen nicht von ihrer Reproduktion entkoppelt werden könne.
Im von Vojin Saša Vukadinović herausgegebenen Sammelband Zugzwänge wird Puars Begriff „Homonationalismus“ gar als unwissenschaftlich ausgewiesen. Der Wirtschaftssoziologe Sabri Deniz Martin sieht in ihm einen „Selbstläufer für queere Anhänger dichotomer Weltbilder“.
Der Journalist Stefan Lauer schrieb 2023 in dem Buch Judenhass Underground.Antisemitismus in emanzipatorischen Subkulturen und Bewegungen: Die Theorie über „Homonationalismus“ mache es unmöglich, real existierende Homofeindlichkeit unter Muslimen oder in muslimischen Ländern zu kritisieren. Die Theorie benutze „bizarre Instrumentalisierungen“. So sei es für Vertreter der „Homonationalismus-Theorie“ rassistisch gewesen, den Anschlag auf einen von Homosexuellen besuchten Nachtclub in Orlando 2016 mit 49 Toten zu verurteilen.

### Deutschsprachige Literatur
- Nikita Dhawan: Homonationalismus und Staatsphobie: Queering Dekolonisierungspolitiken, Queer-Politiken dekolonisieren. In: Femina Politica. Zeitschrift für feministische Politikwissenschaft 24, 2015, S. 38–51.
- Zülfukar Çetin, Heinz-Jürgen Voß: Schwule Sichtbarkeit – schwule Identität: Kritische Perspektiven. Psychosozial-Verlag, Gießen 2016.
- Masha Neufeld, Katharina Wiedlack: Wir sind Conchita, nicht Russland, oder: Homonationalismus auf gut Österreichisch. In: Österreichische Zeitschrift für Geisteswissenschaften, 29 (2), 2018, S. 153–175 (pdf).
- Tanja Vogler: Das politische Subjekt des queeren Aktivismus: Diskurs- und Akteurskonstellationen queerer Politiken im deutschsprachigen Raum. Queer Studies 32. Transcript Verlag, Bielefeld 2022 (pdf).

### Englischsprachige Literatur
- Jasbir Puar: Terrorist assemblages: homonationalism in queer times. Duke University Press, Durham 2007.
- Jack Halberstam: The Queer Art of failure. Duke University Press, Durham 2011.
- Bruno Perreau: Queer Theory: The French Response. Stanford University Press, Stanford 2016.
- Tim McCaskell: Queer progress: from homophobia to homonationalism. Between the Lines, Toronto 2016.
- Miriam Smith: Homonationalism and the Comparative Politics of LGBTQ Rights. In: Marla Brettschneider, Susan Burgess, Christine Keating (Hg.): LGBTQ Politics: a critical reader. New York University Press, New York 2017, S. 458–476.
- Katharina Kehl: Homonationalism Revisited: Race, Rights, and Queer Complexities. In: Lambda Nordica, 25 (2), 2020, S. 17–38.
- Kody Muncaster: Homonationalism. In: Encyclopedia of Queer Studies in Education. Brill, Leiden 2021, S. 280–283.
- Angeliki Sifaki: Homonationalism, femonationalism and ablenationalism: critical pedagogies contextualised. Taylor & Francis Group, Milton 2022.